# Caleb Smith Woodhull
Caleb Smith Woodhull (Miller Place, 26 febbraio 1792 – Miller Place, 16 luglio 1866) è stato un politico e avvocato statunitense, 70° sindaco di New York.